# Día Internacional de la Visibilidad Trans
El Día Internacional de la Visibilidad Trans es una conmemoración anual que tiene lugar cada 31 de marzo desde 2009, dedicada a la celebración de las personas transgénero (o personas trans) y a la sensibilización en contra de la transfobia en todo el mundo. La festividad fue fundada por la activista transgénero de Michigan Rachel Crandall en 2009, como una reacción a la falta de días de fiesta LGBT que celebren la visibilidad de las personas trans, ya que la única conmemoración conocida era el Día Internacional de la Memoria Transexual, que recuerda a las personas transgénero víctimas de crímenes de odio, pero no reconoce ni celebra la visibilidad de los miembros vivos de esta comunidad.

## Conmemoraciones

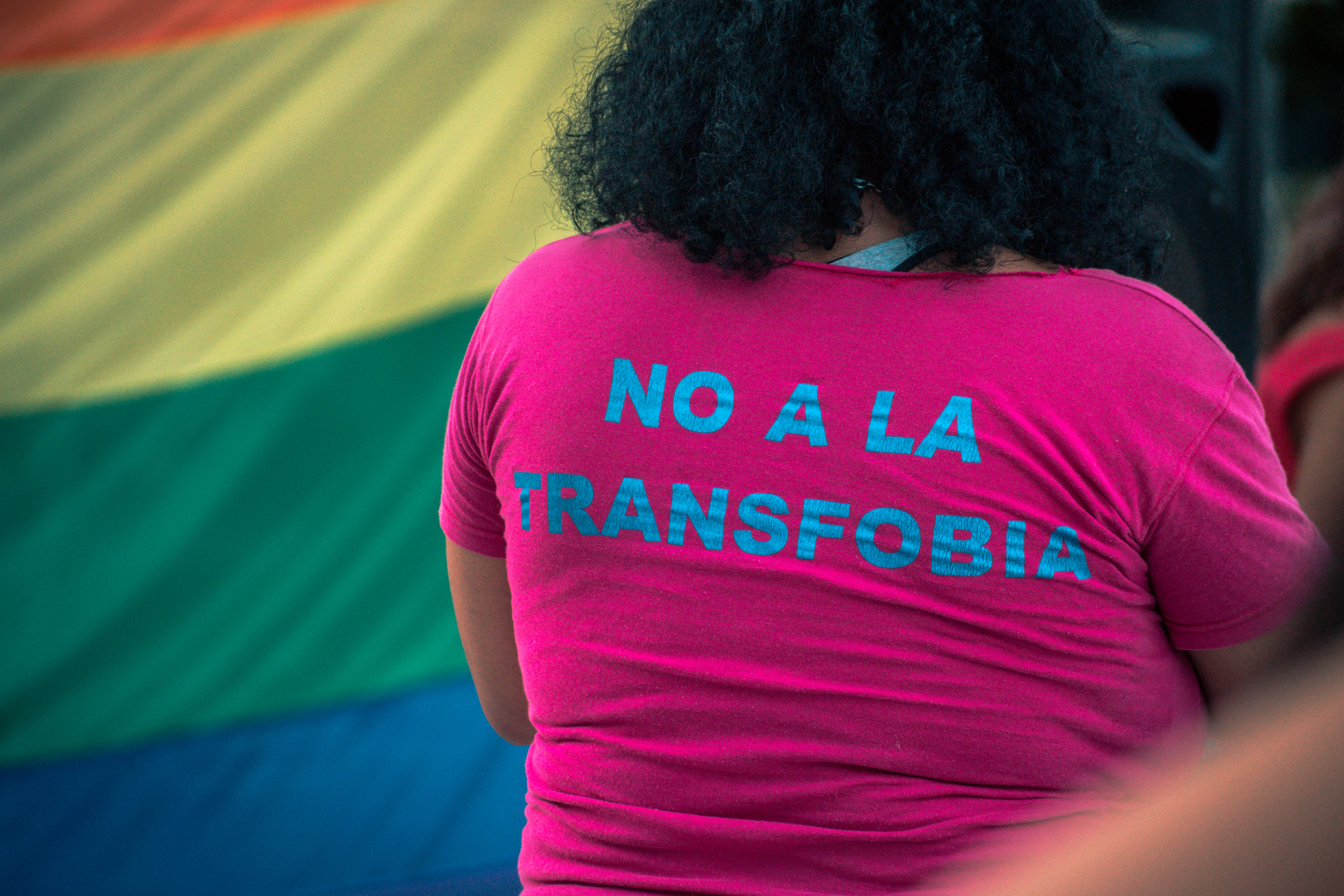
Persona con el lema «No a la transfobia» en su camiseta durante la celebración en Santa Fe, Argentina, en 2019

En 2014, la fiesta fue celebrada por activistas en todo el mundo, como por ejemplo en Irlanda y Escocia.
El presidente de los Estados Unidos, Joe Biden, proclamó oficialmente el 31 de marzo de 2021 como el Día de la Visibilidad Transgénero, proclamando en parte: “Hago un llamado a todos los estadounidenses para que se unan a la lucha por la plena igualdad de todas las personas transgénero”. La Casa Blanca publicó esta proclamación, convirtiendo a Biden en el primer presidente estadounidense en emitir una proclamación presidencial formal reconociendo el Día de la Visibilidad Transgénero.

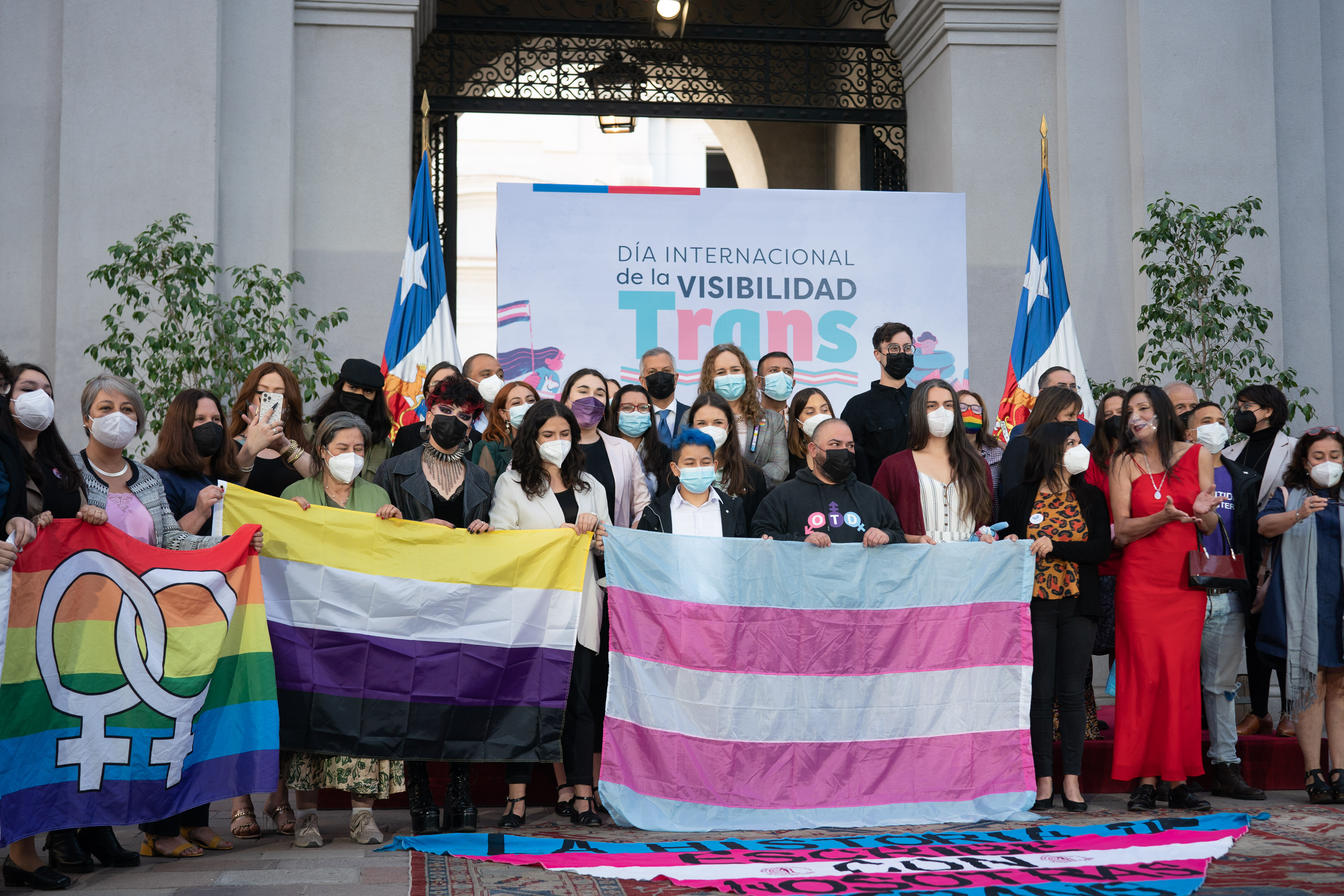
Conmemoración en el Palacio de La Moneda, Santiago de Chile en 2022

El 31 de marzo de 2022 la fecha fue conmemorada por el presidente de Chile, Gabriel Boric, y la primera dama, Irina Karamanos, mediante un acto en el Palacio de La Moneda, convirtiéndose en la primera vez que se realizaba una conmemoración de dicha jornada por parte del gobierno chileno.